# Robert Tolik
Robert Tolik (ur. 30 sierpnia 1964 w Dąbrowie Górniczej) – polski koszykarz występujący na pozycji skrzydłowego.
Jako junior grał w Zagłębiu Sosnowiec. Następnie przeszedł do Pogoni Prudnik. W 1986 przeszedł do Polonii Warszawa, która grała w I lidze.